# كأس هنري ديلوناي
كأس هنري ديلوناي (بالإنجليزية: Henri Delaunay Trophy)‏ هو كأس بطولة أمم أوروبا والذي يُمنح للفائز بالبطولة الأوروبية. سميت الجائزة باسم هنري ديلوناي تكريماً لأول أمين عام في تاريخ الاتحاد الأوروبي لكرة القدم. وهو نفسه الذي اقترح فكرة إنشاء بطولة كرة قدم تجمع بين مختلف المنتخبات الأوروبية، لكنه توفي في عام 1955، أي قبل البطولة الأولى بخمس سنوات (كأس أمم أوروبا 1960).
خلفه ابنه بيير ديلوناي في منصب الأمين العام للاتحاد الأوروبي لكرة القدم، وأخذ على عاتقه مسؤولية إكمال ما بدأ به والده. وقد تحقق له مراده عندما تم إنشاء أول بطولة أوروبية للمنتخبات في عام 1958، وكانت تقول على طريقة مبارتين في الذهاب والإياب. تطورت الفكرة لتصبح أكثر تنافساً، فأقيمت أول نسخة من نسخ بطولات أمم أوروبا في فرنسا وكان ذلك في عام 1960، حيث استطاع منتخب الاتحاد السوفيتي لكرة القدم التغلب على منتخب يوغوسلافيا لكرة القدم بنتيجة 2-1 بعد اللجوء للأشواط الإضافية. تم منح الكأس للفريق المتوج (منتخب الاتحاد السوفيتي) ليحتفظ به لمدة أربع سنوات، حتى موعد البطولة التالية. ومنذ ذلك الوقت جرت العادة أن يحتفط الفريق المتوج بالكأس لمدة أربعة سنوات.
يحمل الكأس في واجهته 3 عبارات مختلفة؛ كأس أوروبا (بالفرنسية: Coupe d'Europe)‏ وكأس هنري ديلوناي (بالفرنسية: Coupe Henri Delaunay)‏ وبطل أوروبا (بالفرنسية: Championnat d'Europe)‏. بينما في الجهة الخلفية يظهر هنالك طفل وهو يقوم بالركض.

## نبذة
في نسخة بطولة أمم أوروبا 2008، تم إعادة تصميم كأس البطولة، لتأخذ حجماً أكبر مما كانت عليه في السابق، حيث طغت التصميم الجديد لبعض الكؤؤس (مثل كأس دوري أبطال أوروبا) على تصميم الكأس القديمة. ويبلغ وزن الكأس الجديد المصنوع من الفضة الإسترليني ما يقارب 8 كيلوغرامات (18 رطلاً) ويبلغ طوله 60 سنتيمتراً (24 بوصة)، فأصبحت الكأس الجديدة تزن أكثر من الكأس القديمة حوالي 2 كيلوغرام (4.4 رطلاً) ويزيد طولها عن الكأس القديمة بما يقارب 18 سنتيمتراً (7.1 بوصة). تمت إزالة القاعدة الرخامية القديمة والتي كانت تعمل كقاعدة للكأس، وتم استبدالها يقاعدة جديدة أوسع وفضية اللون لجعلها مستقرة. أسماء البلدان الفائزة في اللقب والتي ظهرت على شكل صور ملصقة على القاعدة، أصبحت الآن محفورة على ظهر الكأس، تحت عبارة كأس هنري ديلوناي (بالإنجليزية: Henri Delaunay Trophy)‏؛ والتي تم استبدل الكتابة الفرنسية، بالكتابة الإنجليزية. من الغريب أن منتخب ألمانيا الغربية التي فاز باللقب في نسختي 1972 و1980، تم كتابته بـ ألمانيا بدلاً من ألمانيا الغربية. ومنذ في نسخة بطولة أمم أوروبا 2016 تم إرجاع الصبي المشعوذ على ظهر الكأس من خلف.

## الملحقات
تُمْنَح الميدالية الذهبية للاعبي ومدربي المنتخب الفائز باللقب، بينما تُمْنَح الميدالية والفضية للاعبي ومدربي المنتخب الوصيف. كل منتخب يصل وينافس في دور نصف النهائي، يحصل على لوحة مخصصة تذكارية تقديرية في آخر البطولة. على الرغم من إلغاء مباراة المركز الثالث بدءاً من بطولة أمم أوروبا 1984، إلا أن الاتحاد الأوروبي لكرة القدم قد أقر في بطولة أمم أوروبا 2008 بمنح الميدالية البرونزية للاعبي المنتخبات التي خسرت مبارياتها في دور نصف النهائي من تلك البطولة (تركيا وروسيا). تكرر نفس الأمر في البطولة التي تلتها بطولة أمم أوروبا 2012، حصلت كل من ألمانيا والبرتغال على الميدالية البرونزية. ومع ذلك، قرر الاتحاد الأوروبي لكرة القدم أن خسارة مباراة الدور نصف النهائي لا تستوجب حصول الفريق الخاسر على الميدالية البرونزية، وتم تطبيق هذا الأمر بدءاً من بطولة أمم أوروبا 2016. يذكر أنه سبق وأن منح الاتحاد الأوروبي لكرة القدم للفائز مباراة تحديد المركز الثالث، وكان منتخب تشيكوسلوفاكيا آخر المتوجين بالميدالية، حيث فاز بالمركز الثالث بعدما تغلب على منتخب إيطاليا المستضيف في بطولة أمم أوروبا 1980.

## قائمة الفائزين

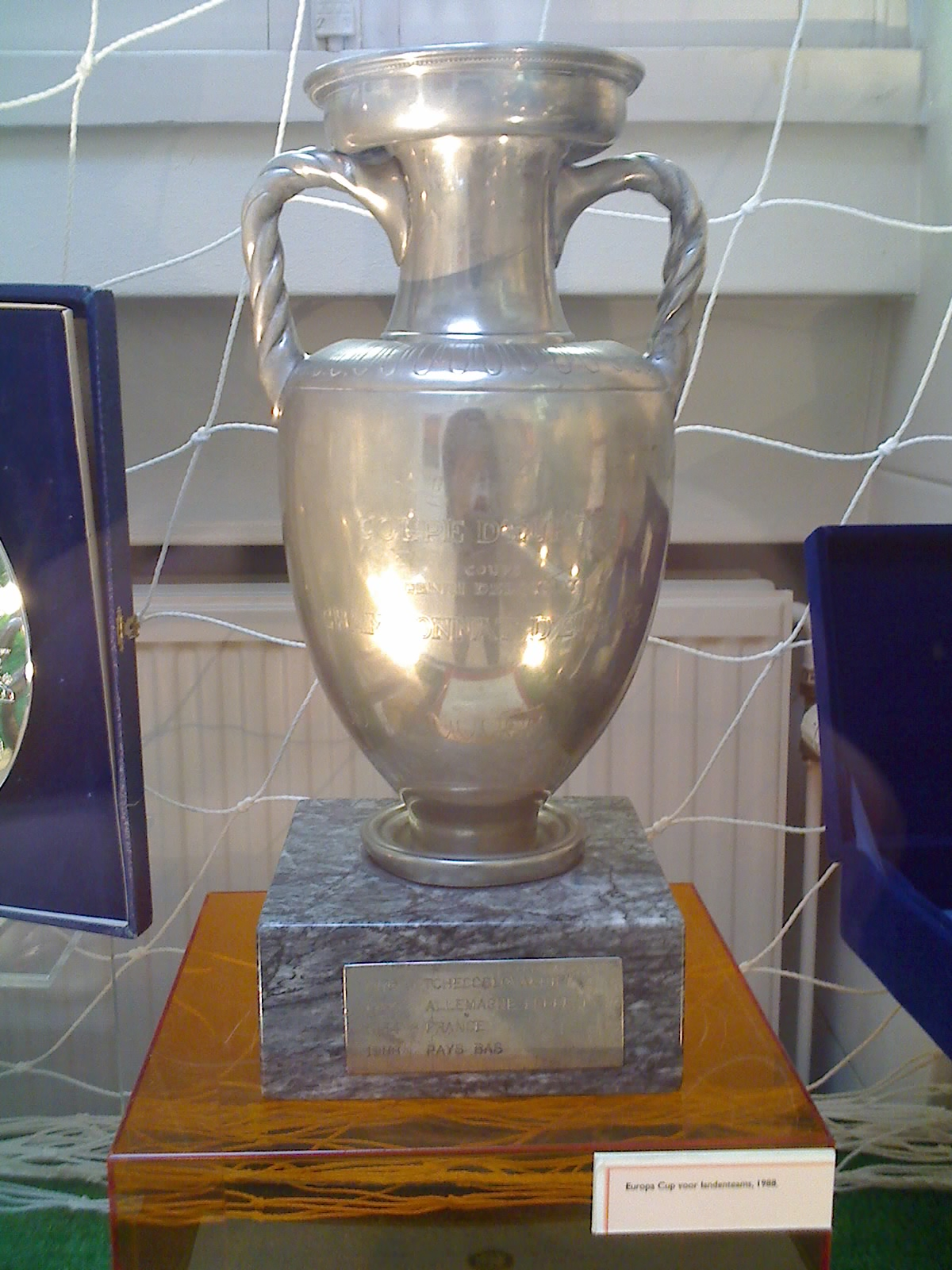
كأس بطولة أمم أوروبا 1988 معروضة في أمستردام.

- 1960:  الاتحاد السوفيتي
- 1964:  إسبانيا
- 1968:  إيطاليا
- 1972:  ألمانيا الغربية[10]
- 1976:  تشيكوسلوفاكيا
- 1980:  ألمانيا الغربية[10]
- 1984:  فرنسا
- 1988:  هولندا
- 1992:  الدنمارك
- 1996:  ألمانيا
- 2000:  فرنسا
- 2004:  اليونان
- 2008:  إسبانيا
- 2012:  إسبانيا
- 2016:  البرتغال
- 2020:  إيطاليا